# 田村睦心×瀬戸麻沙美の獅子奮迅!体育会系ラジオ!
『田村睦心×瀬戸麻沙美の獅子奮迅!体育会系ラジオ!』（たむらむつみ×せとあさみのししふんじん!たいいくかいけいラジオ!）は、2016年1月20日から2017年12月20日までニコニコ動画にて配信されていたインターネットラジオ番組。2016年10月4日未明から2017年9月26日未明までは超!A&G+でも配信されていた。パーソナリティは田村睦心と瀬戸麻沙美。

## 番組概要
「次々と生まれながらも、まだまだマイナー競技であるスポーツを勝手に振興しつつ、『体を動かすって素敵だね』という気持ちを体に刻み込んでいく、超体育会系なラジオ番組」 とされている。

## 配信時間
|                           | 配信局                            | 配信時間                                                            | 過去の配信時間変遷 |
| ------------------------- | --------------------------------- | ------------------------------------------------------------------- | --- |
| 本配信 （アーカイブ配信） | ニコニコ動画 シーサイドチャンネル | 毎月第1・第3水曜 21:00更新（30分番組） （2017年10月4日 - 12月20日） | - 毎週水曜 15:00更新 （2016年1月20日 - 6月29日） - 毎週水曜 20:30更新 （2016年7月6日 - 9月28日） - 毎週火曜 21:30更新 （2016年10月4日 - 12月27日） - 毎週火曜 21:00更新 （2017年1月3日 - 3月28日） - 毎週火曜 21:30更新 （2017年4月4日 - 9月26日） |
| 本配信 （超!A&G+）        | 超!A&G+                           | 配信終了                                                            | - 毎週火曜（月曜深夜）25:30 - 26:00 （2016年10月4日 - 2017年9月26日） |
| リピート配信              | 超!A&G+                           | 配信終了                                                            | - 毎週火曜 13:30 - 14:00 （2016年10月4日 - 2017年9月26日） |

## パーソナリティ
- 田村睦心
- 瀬戸麻沙美

## コーナー
スポーツ新世界
できたてのマイナースポーツや、番組独自のスポーツを実践していく。
夕日に吠えろ！
普段言えないことをリスナーから募集し、パーソナリティが代わりに声を大にして吠えていく。
かち割れ高校演劇部！
パーソナリティが即興劇（5分間）をするコーナー。1分ごとに、リスナーから募集した新たな設定・キーワードを盛り込んでいく。

## イベント
※太字は番組単独イベント
※2016年以前の田村による単独イベント『たむら祭』は『ごぶごぶちゃん☆』を参照。
| 開催日  | イベント名                                                         | 会場                                     | 備考                                                          |
| 2016年  | 2016年                                                             | 2016年                                   | 2016年                                                        |
| ------- | ------------------------------------------------------------------ | ---------------------------------------- | ------------------------------------------------------------- |
| 6月19日 | 田村睦心×瀬戸麻沙美 獅子奮迅!体育会系ラジオ!〜先生がやってきた編〜 | 科学技術館サイエンスホール               | ゲスト：安元洋貴                                              |
| 6月19日 | たむら祭2016〜田村睦心最後の挑戦〜                                 | 科学技術館サイエンスホール               | ゲスト：瀬戸麻沙美、巽悠衣子、諏訪彩花                        |
| 9月4日  | SEASIDE SUMMER FESTIVAL 2016〜シーサイド大運動会〜                 | 中野サンプラザ                           | シーサイド・コミュニケーションズ制作の5番組による合同イベント |
| 2017年  |                                                                    |                                          |                                                               |
| 2月12日 | SEASIDE WINTER FESTIVAL 2017                                       | 中野サンプラザ                           | シーサイド・コミュニケーションズ制作の5番組による合同イベント |
| 6月25日 | 田村睦心×瀬戸麻沙美 獅子奮迅!体育会系ラジオ!〜赤青黄桃の大合戦!〜  | 科学技術館サイエンスホール               | ゲスト：西明日香、日高里菜                                    |
| 6月25日 | たむら祭2017〜田村家へようこそ〜                                   | 科学技術館サイエンスホール               | ゲスト：瀬戸麻沙美、間島淳司、下田麻美                        |
| 9月10日 | SEASIDE SUMMER FESTIVAL 2017 in OSAKA                              | なんばHatch                              | シーサイド・コミュニケーションズ制作の8番組による合同イベント |
| 2018年  |                                                                    |                                          |                                                               |
| 1月21日 | 獅子奮迅!体育会系ラジオ!イベント（仮）                             | YMCAアジア青少年センター スペースYホール |                                                               |

## 関連商品
※公式ネットショップは『シーサイドSHOP（田村睦心×瀬戸麻沙美の獅子奮迅!体育会系ラジオ!）』を参照。

### CD・DVD
| 販売日  | タイトル名                                                                | 備考                                                                          |        |
| 2017年  | 2017年                                                                    | 2017年                                                                        | 2017年 |
| ------- | ------------------------------------------------------------------------- | ----------------------------------------------------------------------------- | ------ |
| 3月25日 | 田村睦心×瀬戸麻沙美の獅子奮迅！体育会系ラジオ！〜安済知佳がやってきた編〜 | DVD（新規収録ゲスト：安済知佳） + MP3CD（過去放送第0回 - 第26回）             |        |
| 6月25日 | 田村睦心×瀬戸麻沙美の獅子奮迅！体育会系ラジオ！DJCD vol.1                 | オーディオCD（新規収録） + MP3CD（過去放送第27回 - 第39回） + DVD（特典映像） |        |
| 2018年  |                                                                           |                                                                               |        |
| 予定    | 獅子奮迅！体育会系ラジオ！〜2018年がやってきた編〜                        |                                                                               |        |

### グッズ
| 販売日  | グッズ名                                                      | 備考 |        |
| 2016年  | 2016年                                                        | 2016年 | 2016年 |
| ------- | ------------------------------------------------------------- | --- | ------ |
| 6月19日 | 獅子奮迅！体育会系ラジオ Tシャツ                              | - 『田村睦心×瀬戸麻沙美 獅子奮迅！体育会系ラジオ！〜先生がやってきた編〜』イベントグッズ。 - 4商品+うちわ セット購入にて特製ポストカード3種を特典 |        |
| 6月19日 | 獅子奮迅！体育会系ラジオ マフラータオル                       | - 『田村睦心×瀬戸麻沙美 獅子奮迅！体育会系ラジオ！〜先生がやってきた編〜』イベントグッズ。 - 4商品+うちわ セット購入にて特製ポストカード3種を特典 |        |
| 6月19日 | 獅子奮迅！体育会系ラジオ ナイロンバッグ                       | - 『田村睦心×瀬戸麻沙美 獅子奮迅！体育会系ラジオ！〜先生がやってきた編〜』イベントグッズ。 - 4商品+うちわ セット購入にて特製ポストカード3種を特典 |        |
| 6月19日 | 獅子奮迅！体育会系ラジオ 文具セット                           | - 『田村睦心×瀬戸麻沙美 獅子奮迅！体育会系ラジオ！〜先生がやってきた編〜』イベントグッズ。 - 4商品+うちわ セット購入にて特製ポストカード3種を特典 |        |
| 6月19日 | たむら祭2016〜田村睦心最後の挑戦〜 Tシャツ                    | - 『たむら祭2016〜田村睦心最後の挑戦〜』イベントグッズ - 5商品セット購入にて特製ポストカード3種を特典                                             |        |
| 6月19日 | たむら祭2016〜田村睦心最後の挑戦〜 トートバッグ               | - 『たむら祭2016〜田村睦心最後の挑戦〜』イベントグッズ - 5商品セット購入にて特製ポストカード3種を特典                                             |        |
| 6月19日 | たむら祭2016〜田村睦心最後の挑戦〜 ポータブルクッション       | - 『たむら祭2016〜田村睦心最後の挑戦〜』イベントグッズ - 5商品セット購入にて特製ポストカード3種を特典                                             |        |
| 6月19日 | たむら祭2016〜田村睦心最後の挑戦〜 リストバンド               | - 『たむら祭2016〜田村睦心最後の挑戦〜』イベントグッズ - 5商品セット購入にて特製ポストカード3種を特典                                             |        |
| 6月19日 | たむら祭2016〜田村睦心最後の挑戦〜 スマホポーチ               | - 『たむら祭2016〜田村睦心最後の挑戦〜』イベントグッズ - 5商品セット購入にて特製ポストカード3種を特典                                             |        |
| 9月4日  | 獅子奮迅！体育会系ラジオ！獅子ラジ部員キャップ+缶バッジセット | 『SEASIDE SUMMER FESTIVAL 2016〜シーサイド大運動会〜』会場販売。                                                                                  |        |
| 2017年  |                                                               | |        |
| 6月25日 | 獅子奮迅！体育会系ラジオ！Tシャツ                             | - 『田村睦心×瀬戸麻沙美 獅子奮迅！体育会系ラジオ！〜赤青黄桃の大合戦！〜』イベントグッズ。 - 4商品セット購入にて割引価格                          |        |
| 6月25日 | 獅子奮迅！体育会系ラジオ！ショルダーバッグ                    | - 『田村睦心×瀬戸麻沙美 獅子奮迅！体育会系ラジオ！〜赤青黄桃の大合戦！〜』イベントグッズ。 - 4商品セット購入にて割引価格                          |        |
| 6月25日 | 獅子奮迅！体育会系ラジオ！ワンタッチスリムボトル              | - 『田村睦心×瀬戸麻沙美 獅子奮迅！体育会系ラジオ！〜赤青黄桃の大合戦！〜』イベントグッズ。 - 4商品セット購入にて割引価格                          |        |
| 6月25日 | 獅子奮迅！体育会系ラジオ！てぬぐい                            | - 『田村睦心×瀬戸麻沙美 獅子奮迅！体育会系ラジオ！〜赤青黄桃の大合戦！〜』イベントグッズ。 - 4商品セット購入にて割引価格                          |        |
| 6月25日 | たむら祭2017 Tシャツ                                          | - 『たむら祭2017〜田村家へようこそ〜』イベントグッズ - 4商品セット購入にて割引価格                                                                |        |
| 6月25日 | たむら祭2017 ビアグラス                                       | - 『たむら祭2017〜田村家へようこそ〜』イベントグッズ - 4商品セット購入にて割引価格                                                                |        |
| 6月25日 | たむら祭2017 スマホスタンド                                   | - 『たむら祭2017〜田村家へようこそ〜』イベントグッズ - 4商品セット購入にて割引価格                                                                |        |
| 6月25日 | たむら祭2017 バスタオル                                       | - 『たむら祭2017〜田村家へようこそ〜』イベントグッズ - 4商品セット購入にて割引価格                                                                |        |